# 業務無線
業務無線（ぎょうむむせん）または業務用無線（ぎょうむようむせん）とは、狭義には業務用の情報伝達のための専用無線をいい、広義には電気通信役務として電気通信事業者が公衆に提供する（携帯電話・PHS等）以外のほぼ全ての無線をいう。
引用の拗音、促音の表記は原文ママ。

## 概説
総務省令電波法施行規則（以下、「施行規則」と略す。）第3条第1項には、無線通信業務の分類と定義がなされているが、
「アマチユア業務」

と「放送業務」

用の無線は、通常は業務無線には含めない。
これらはアマチュア局

用と放送局

の放送

用の無線のことである。

## 種類
| 通称                 | 免許人                                          | 通信事項の例 （総務省告示による） | 備考 |
| -------------------- | ----------------------------------------------- | --- | --- |
| 警察無線             | 警察庁                                          | 警察事務に関する事項 道路交通情報に関する事項                                                                                                  | 基幹系、部隊活動波、署外活動系（署活系）、路側放送（警察が実施するもの）など。 |
| 消防無線             | 地方公共団体                                    | 消防事務に関する事項 消防の任務に関する事項 | 消防波、救急波、消防団波など。 |
| 防災無線             | 国土交通省、 地方公共団体 など                  | 防災対策に関する事項 防災事務に関する事項 | 中央防災無線、市町村防災行政無線など。 |
| 鉄道無線             | 鉄道事業者、 軌道経営者                         | 鉄道・軌道の貨客車の安全運行に関する事項 列車防護警報に関する事項                                                                              | 列車無線、乗務員無線、防護無線など。 列車無線のうち誘導無線方式は、無線局ではなく高周波利用設備としての許可を必要とする。                                                                                  |
| 船舶無線             | 海上保安庁、 海上運送事業者、 漁業協同組合 など | 船舶の航行に関する事項 海上運送事業に関する事項 漁業通信に関する事項 港湾管理に関する事項                                                      | 国際VHF、漁業無線、レーダーなど。短波を用いる長距離通信は、衛星通信の発達により漁業無線など一部を除いて廃れ始めている。                                                                                    |
| 航空無線             | 国土交通省、 航空事業者 など                    | 航空機の航行に関する事項 航空交通管制に関する事項 航空事業に関する事項                                                                         | 航空交通管制、カンパニーラジオ（航行中の飛行機との社内連絡用）など。 |
| 空港無線電話         | 電気通信事業者                                  | 電気通信業務に関する事項 電気通信事業運営に関する事項                                                                                          | 空港構内および周辺のグランドスタッフや関連会社の連絡用。 |
| 地上基幹放送用の無線 | 特定地上基幹放送事業者、 基幹放送局提供事業者   | 放送番組の中継に関する事項 放送番組素材の中継に関する事項                                                                                      | 放送番組には映像や音声に高品位が求められるため、広帯域を占有するよう割り当てられる。 |
| タクシー無線         | 一般乗用旅客自動車運送事業者                    | 一般乗用旅客自動車の運行に関する事項 | 指令室とタクシーとの通信に利用される。 |
| 一般業務無線         | 公共性の高い公私事業者                          | 上下水道事業に関する事項 一般乗合旅客自動車の安全運行に関する事項 電気事業に関する事項 ガス事業に関する事項 ニュースの取材及び速報に関する事項 | 水道事業者・バス会社・電力会社・ガス会社・新聞社・放送事業者の取材活動用など。 SR (Service Radio) と呼ばれることがある。                                                                                   |
| MCA無線              | 一般業務無線や 簡易無線と重複 （利用者）        | MCA陸上移動通信に関する事項 （制御局） | 複数の利用者が複数の周波数を第三者の制御局を介して共同利用する。利用者の指令局・移動局には、無線従事者を必要としない。                                                                                     |
| 簡易無線             | 一般企業、団体 など                             | 簡易な事項 | 無線従事者を必要としない。 主として一般業務無線が免許されない中小企業や町内会などの団体の音声連絡に使用される。 簡易なデータや動画伝送、RFIDにも使用される。 CR (Convenience Radio) と呼ばれることがある。 |
| 構内無線             | 製造業者、 流通業者 など                        | 構内無線業務に関する事項 | 無線従事者を必要としない。 工場敷地内やビル内での小電力無線機器の制御やデータ信号の伝送に使用される。 |
| 防衛無線             | 防衛省・自衛隊                                  | 防衛に関する事項 航空無線航行に関する事項 | 防衛省や自衛隊の活動における業務に使用される。 レーダー及び移動体の無線設備については、自衛隊法第112条により電波法の適用が一部除外される。 自衛艦はこの他に船舶無線も搭載している。                        |
| IP無線               | MCA無線と重複 （利用者）                        | － | 携帯電話回線のデータ通信機能を利用したMCA無線類似のサービス。 利用者の指令局・移動局には、無線局免許も無線従事者も必要としない。                                                                           |

## 業務用無線機

### 特徴
一般的に次の特徴がある。
- 外観
  - 所定の無線局との間で確実な通信が出来れば十分であるため、最小限のスイッチ・つまみを備えるのみで、アマチュア無線機のような運用者の裁量で機能や特性を変更するための多数のスイッチ・つまみは持たない（動作することが許されている別の周波数帯に移動するなどの「電波の質に影響を及ぼす技術操作」ができるのは、第三級海上無線通信士以外の無線通信士、陸上無線技術士、第一級陸上特殊無線技士、アマチュア無線技士のみ）。
  - 音声通信機の場合、電源スイッチ（及び連動する通電表示灯、通話状態表示灯）と音量調整つまみ、スケルチ調整つまみ、チャネル切替スイッチのみである（周波数が一つの場合はチャネルスイッチはない。音量・スケルチが内部で調整されていて操作出来ない機種さえもある）。
  - 悪天候・悪環境の中で使用される（化学工場や鉱山では引火性の気体や粉塵の中で常時使用されるため、電気機器は無線機に限らず防爆仕様が要求される。また海上用無線機は防水・防滴仕様が必須となる。）事を想定した防爆・防塵・耐水・耐衝撃性（1メートル程度なら落ちても筐体が傷つくだけで故障・破損しない）などを強化した筐体を持つ機種もある。
- 回路
  - 設計は多機能が要求されない分、高信頼性の実現に注力される。
  - 確実な通信という観点から、耐妨害性に重点を置いた回路構成となっている。このため、少々の感度低下を許容して、急峻なスカート特性のフィルタが使われる。感度についてはアマチュア無線とは異なり予め利用状況（運用者間の距離や地形、基地局の機器・配置）を含めた総合的な設計により通信に十分な信号強度を想定する。感度が良すぎるとオーバーリーチとなり混信の原因となることから、無線機とアンテナの間に減衰器（アッテネータ）を挿入して感度を落とすことさえある。
  - 複数の周波数に対応するためPLLシンセサイザを用い、周波数が一つの場合であっても変更できないのみで専用の設計はされないことが一般的である。VCOのC/N（搬送波対雑音比）には特段の注意が払われる。

### メーカー
- アイコム - 米海兵隊への納入あり
- JVCケンウッド - 2004年に東洋通信機（現エプソントヨコム）の無線機事業を譲り受けた
- CSR - 2004年ディーアンドエムホールディングス（旧日本マランツ）の無線通信機器部門をマネジメント・バイアウトで継承した
- バーテックススタンダード - 2008年よりモトローラの傘下、近年防衛省への納入が増加
- パナソニックシステムソリューションズ（旧松下通信工業の一部）
- モトローラ
- 沖電気工業 - 官公庁向けが中心。以前は車載タイプも生産
- 信和ユニテック - 1995年に倒産した信和通信機の一部社員が1996年に設立
- 東芝　※2001年度で生産から撤退、一部製品はケンウッドに譲渡
- 新潟通信機 - タクシー向け、自動車教習所向けが中心
- 日本電気 - 大手私鉄の列車無線
- 日本無線 - 船舶向け、官公庁向けが主体
- 日立国際電気
- 富士通ゼネラル※現在はデンソーテンOEM品が主体
- デンソーテン（旧・富士通テン）
- 三菱電機 - JR列車無線に強み
- ハイテラ・コミュニケーションズ - 中国最大手業務用無線通信機器メーカー・中国警察トランキングシステム2400ch/10万局以上供給。
- ZODIAC - スウェーデン
- ベアリッジ - 主に同時通話や音声ガイドシステム

### アンテナメーカー
- NECネットワークプロダクツ（旧・安展工業）
- 第一電波工業
- 電気興業
- 日本アンテナ
- 八木アンテナ

## 電波法の罰則
電波法第108条の2に「重要無線通信妨害罪」として「電気通信業務又は放送の業務の用に供する無線局の無線設備又は人命若しくは財産の保護、治安の維持、気象業務、電気事業に係る電気の供給の業務若しくは鉄道事業に係る列車の運行の業務の用に供する無線設備を損壊し、又はこれに物品を接触し、その他その無線設備の機能に障害を与えて無線通信を妨害した者は、5年以下の懲役又は250万円以下の罰金に処する。」と定められており、刑法第234条の威力業務妨害の「3年以下の懲役又は50万円以下の罰金に処する。」より重く処罰される可能性がある。